# Charleston County
Charleston County är ett administrativt område i delstaten South Carolina, USA. År 2010 hade countyt 350 209 invånare. Den administrativa huvudorten (county seat) är Charleston. 
Fort Sumter nationalmonument och Fort Moultrie nationalmonument ligger i countyt liksom Joint Base Charleston. 

## Geografi
Enligt United States Census Bureau så har countyt en total area på 3 517 km². 2 377 km² av den arean är land och 1 140 km² är vatten. 

### Angränsande countyn
- Berkeley County, South Carolina - nord
- Georgetown County, South Carolina - nordöst
- Colleton County, South Carolina - väst
- Dorchester County, South Carolina - nordväst